# Kermes formosanus
Kermes formosanus är en insektsart som beskrevs av Takahashi 1929. Kermes formosanus ingår i släktet Kermes och familjen eksköldlöss.
Artens utbredningsområde är Taiwan. Inga underarter finns listade i Catalogue of Life.